# Athaumasta splendida
Athaumasta splendida là một loài bướm đêm trong họ Noctuidae.